# バイメタル

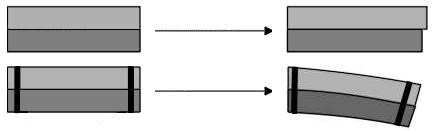
バイメタルの原理

バイメタルで作られたゼンマイをライターで熱すると伸び、ライターを離すと元に戻る

バイメタル（英: bi-metallic strip, bimetal）とは、熱膨張率が異なる2枚の金属板を貼り合わせたものである。1750年頃に時計職人のジョン・ハリソンが、高精度の時計を開発する過程で発明した。温度の変化によって曲がり方が変化する性質を利用し、温度計や温度調節装置などに利用されている。

## 材質
鉄とニッケルの合金に、マンガン、クロム、銅などを添加して2種類の熱膨張率の異なる金属板を作り、冷間圧延で貼り合わせたものである。長期間の使用では熱により性質が変化することがあるため、高度な製造技術が必要とされる。
熱膨張率が小さい側の合金として、インバーが使われている。これはC・E・ギョームが1896年に発見したニッケル36%・鉄64%の合金で、室温付近では熱膨張率がほとんどゼロとなる。この業績に関連して、1920年にノーベル物理学賞がギョームに授与されている。

## 用途
温度計
室内用の壁掛け型、指針により温度を示す円形の文字盤の裏側に、温度の感知部分が突き出している形状の製品が多い。気温、水温、土壌温度、調理用の測定に用いられる。
サーモスタット
温度によってスイッチのオン・オフを自動的に切り換える装置。温度を一定に保つためのこたつ、アイロンなどの電化製品に用いられている。炊飯器などは、最近ではサーミスタ等で電気的に温度を測定する方式に切り換えられつつある。
点灯管
蛍光灯を点灯させる際に、安定器に高電圧の誘導起電力を発生させ、蛍光管の内部で放電を起こさせるもの。温度が上がると曲率が小さくなるタイプのバイメタルが使われている。その動作原理は、まずスイッチを入れると、バイメタルの周辺でグロー放電が発生し、それによる加熱でバイメタルが変形する。変形により、バイメタルが接点と接触し放電が終了する。放電終了により、バイメタルが加熱されなくなり放熱が進む。それとともにバイメタルの変形が元に戻ろうとする。そのことによりバイメタルが接点から離れ、その瞬間安定器に高電圧が発生する。
自動点滅電球
フィラメントの近くにバイメタルを設け、温度が上がるとフィラメントの電流が切れるようになった構造の電球である。点灯直後はバイメタルが加熱されるまで時間が掛かるため、しばらくは点灯の状態になる。クリスマスツリーの電飾に多用される。以前はロードコーンの夜間発光用にも用いられたが、現在ではLEDに取って代わられた。
トースター
ポップアップ式トースターの電源断（焼きあがり判定）に用いられる。ばねで引っ張られた、電源スイッチを兼ねたレバーの規制機構に繋がっており、一定の熱量を受けたバイメタルがレバーを開放すると、電源が遮断されるとともにトーストが飛びあがる。
方向指示器
古くはウインカー・リレーに内蔵され点滅制御に用いられたが、現在では電子制御式に取って代わられた。
サーマルリレー
過負荷から電気設備を保護するためのサーマルリレーに用いられる。バイメタル周辺にヒーターを取付け、過負荷により温度が上昇すると接点が動き配線を遮断する。

## その他
「バイメタル (bimetal)」の文字通りの意味は「2種類の金属」である。上述の目的（熱膨張率の差を利用）以外でも2種類の金属を組み合わせる場合がある。
バイメタル貨
2種類の金属でできた貨幣（硬貨）。異なる素材を用いることで、同一の素材で製造される貨幣よりも偽造対策に優れている。製造原価が高いことから高額硬貨や記念硬貨に採用されることも多い。
バイメタルソー
2種類の金属でできた鋸。主に金切鋸に使用され、刃部に高速度鋼や粉末ハイス等耐摩耗性に優れる鋼材を使用し、峰部にはばね鋼等靭性に優れる鋼材を使用する事で折れにくく尚且つ長寿命の刃になる。